# Otis Hill
Otis Javard Hill (White Plains, 31 marzo 1974) è un ex cestista statunitense, professionista in Europa.

## Palmarès
- Campione CBA (1999)
- 2 volte campione USBL (1999, 2001)
- Coppa di Polonia: 1

Anwil Włocławek: 2007
- Copa Príncipe de Asturias: 1

Saragozza: 2004